# Ainaro (Aldeia)
Ainaro ist eine osttimoresische Aldeia im Suco Ainaro (Verwaltungsamt Ainaro, Gemeinde Ainaro). Bei der Volkszählung von 2015 wurden die Einwohner der Aldeias Ainaro und Builico wahrscheinlich zusammen gezählt. Demnach lebten in den beiden Aldeias zu diesem Zeitpunkt zusammen 3198 Menschen.

## Geographie
Die Aldeia Ainaro liegt im Zentrum des Sucos Ainaro. Südlich befindet sich die Aldeia Builico, westlich die Aldeia Lugatú, nordwestlich die Aldeias Hato-Mera und Nugufú und nördlich die Aldeia Sebagulau. Im Südwesten grenzt die Aldeia Ainaro an den Suco Mau-Ulo und im Osten an die Sucos Manutaci und Soro. Das Stadtzentrum von Ainaro liegt im Osten der Aldeia Ainaro, im Norden der Stadtteil Kertapati und im Südwesten der Stadtteil Maulore. Die Stadtteile Mauulo 1 und Mauulo 2 befinden sich in der Aldeia Builico. Die Überlandstraße von Maubisse im Norden nach Cassa im Süden durchquert Ainaro. Die Ostgrenze der Aldeia wird durch den Maumall gebildet, ein Nebenfluss des Belulik.

## Einrichtungen
Die Kirche Nossa Senhora de Fátima ist die Pfarrkirche der Stadt. Daneben gibt es in der Stadt mehrere Grundschulen und die Escola Secundária Geral Fernando Lassama de Araújo sowie einen Markt, ein kommunales Gesundheitszentrum und einen Hubschrauberlandeplatz.
Das Denkmal für Dom Aleixo Corte-Real erinnert nahe dem Ruinen seines Hauses an den Liurai von Soro, der 1943 durch die Japaner getötet wurde. 2021 wurde ein Denkmal für Eulália de Jesus Araújo Corte-Real eingeweiht, die beim Santa-Cruz-Massaker am 12. November 1991 durch die Indonesier ums Leben kam.